# Mönchsroth
Mönchsroth là một đô thị ở huyện Ansbach bang Bayern nước Đức. Đô thị Mönchsroth có diện tích 11,92 km², dân số thời điểm ngày 31 tháng 12 năm 2006 là 1614 người.